# The Radio お元気ですか土居まさるです
The Radio お元気ですか土居まさるです（ザ レディオ おげんきですかどい - ）は、TBSラジオの月曜日から金曜日の8:00～11:00の時間帯で放送されていた朝の情報ワイド番組。1981年10月5日から1983年4月7日までの放送だった。
それまで平日の7:40～9:15で放送されていた『おはよう土居まさるです』をリニューアル、再編し、8時台から10時台のワイド番組を1つにまとめる形でスタート。当時のTBSラジオでの土居まさるの朝のワイド番組は大きく3期に分かれており、その2期目の番組だった。
1983年4月11日からは9:00～11:40の時間帯で『こんちワ近石真介です』が再びスタートしたことに伴い、残る8:00～9:00の枠で3期目となる『8時です土居まさるです』がスタートする。

## 番組内タイムテーブル
- 8:00　日本全国8時です
- 8:20　話のサイドミラー

8:00～8:30までの出演：田村正畏（月）、外山滋比古、今泉貞鳳（火）、飯島清（水）、石山四郎（木）、草柳大蔵（金）
- 8:30　モーニングブレイク
- 8:40　都民ニュース
- 8:45　モーニングサウンド
- 8:55　ニュース、天気予報、交通ニュース
- 9:00　9時の伝言板
- 9:05　ラジオ身の上相談
- 9:20　シェフは奥さま
- 9:30　クイズ・デイバイデイ
- 9:40　前略・奥様ちょっといい話
- 9:45　土居まさるの伝言大賞1万円
- 9:55　交通ニュース
- 10:00　秋山ちえ子の談話室
- 10:10　電リク日替り大作戦
- 10:30　東食ミュージックプレゼント